# Данауровка
Данауровка — деревня в Чистопольском районе Татарстана России. Административный центр Данауровского сельского поселения.

## География
Находится в центральной части Татарстана на расстоянии менее 2 км по прямой на запад от районного центра города Чистополь на автомобильной дороге Казань-Оренбург.

## История
Основана в XVIII веке. В советское время работали колхоз «Аврора», совхозы «Плодопитомник» и «Смена».

## Население
Постоянных жителей было: в 1859 году — 186, в 1897 — 300, в 1908 — 344, в 1926 — 416, в 1938 — 342, в 1958 — 257, в 1970 — 358, в 1979 — 488, в 1989 — 660, в 2002 — 532 (русские 45 %, татары 34 %), 530 — в 2010.